# Sambong
Blumea balsamifera
Espèce
Le sambong (Blumea balsamifera) est une espèce de plante à fleurs de la famille  des Asteraceae utilisée en médecine traditionnelle.
Son nom vernaculaire dérive de son appellation à Java : somboon

## Répartition et habitat
On la trouve dans les zones tropicales et subtropicales d'Asie, notamment le sous-continent indien et l'Asie du Sud. C'est une mauvaise herbe qui pousse au bord des chemins et dans les prairies.

## Description
C'est un arbuste à tige à poils doux, demi-boisé, à forte odeur aromatique de camphre, de 1 à 4 mètres de haut. Les feuilles sont simples, alternes, elliptiques, de 7 à 20 cm de long à bord denté. Les fleurs jaunes sont disséminées le long de panicules très ramifiés. Elles sont de deux types : les périphériques, les plus nombreuses, minuscules, à corolle tubulaire, les fleurs centrales, plus grandes, en petit nombre, en clochette. Le fruit est un akène poilu au sommet.

## Utilisation
Le sambong est utilisé dans les lithiases urinaires et les rhumes.

## Croyances
Dans le folklore thaïlandais le sambong est appelé Naat (หนาด) et est réputé pour éloigner les esprits.